# Elettrodinamica quantistica

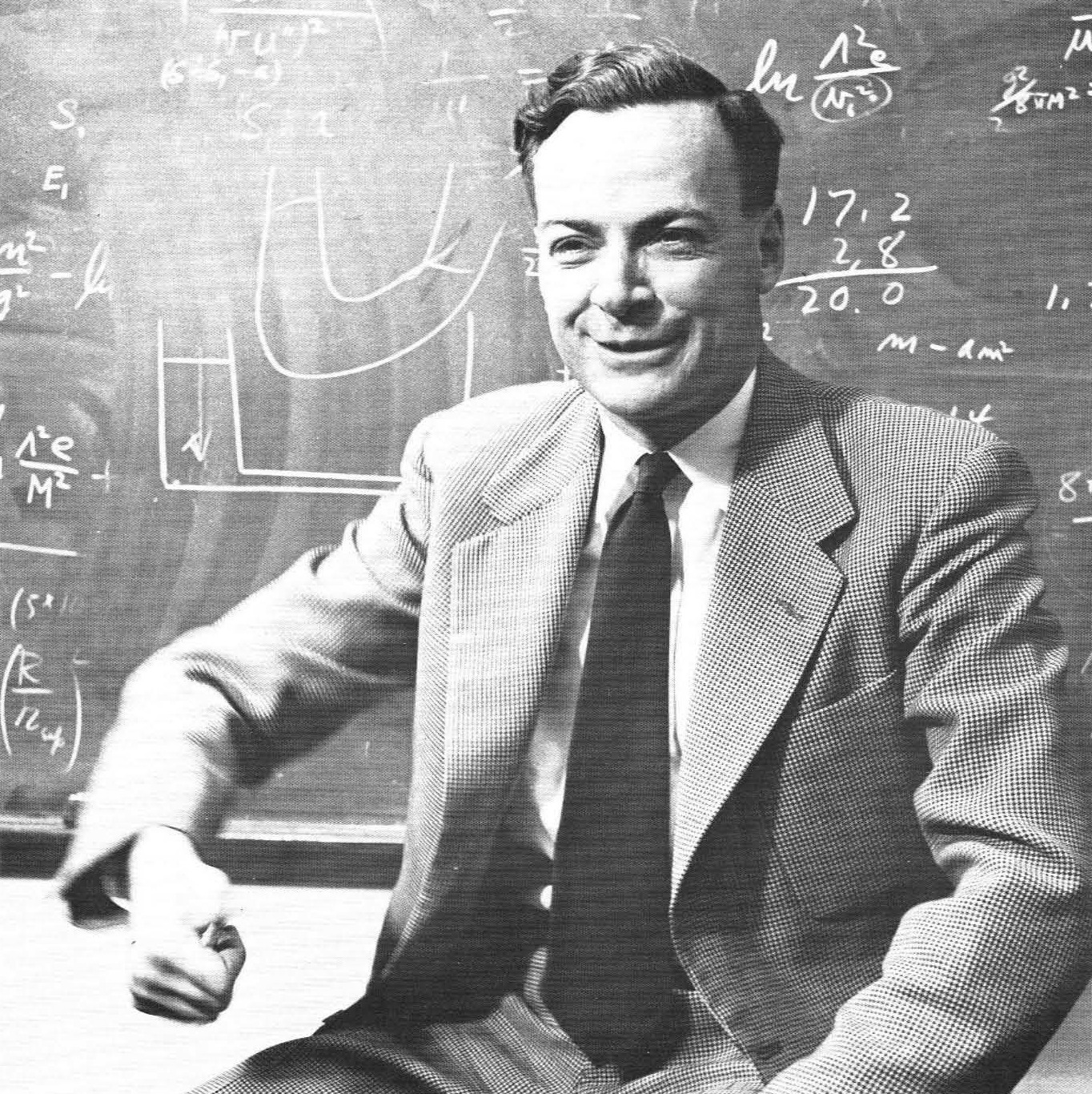
Richard Feynman, tra i maggiori contributori della teoria

L'elettrodinamica quantistica (o QED, dall'inglese Quantum Electrodynamics) è la teoria quantistica del campo elettromagnetico.
La QED descrive tutti i fenomeni che coinvolgono le particelle cariche interagenti per mezzo della forza elettromagnetica, includendo la teoria della relatività ristretta. Matematicamente ha la struttura di una teoria di gauge abeliana con gruppo di gauge U(1); dal punto di vista fisico questo significa che le particelle cariche interagiscono fra loro attraverso lo scambio di bosoni a massa nulla detti fotoni.
È stata definita "il gioiello della fisica" per le predizioni estremamente accurate di quantità come il momento magnetico anomalo del muone e lo spostamento di Lamb dei livelli energetici dell'idrogeno.

## Storia

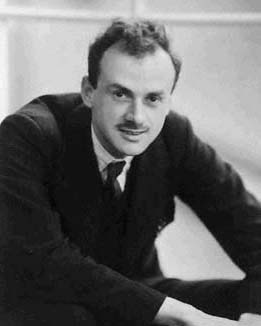
Paul Dirac

La prima formulazione di una teoria quantistica che descrivesse l'interazione fra radiazione e materia è dovuta a Paul Dirac, che negli anni venti riuscì per primo a calcolare il coefficiente di emissione spontanea di un atomo.
Egli propose la quantizzazione del campo elettromagnetico come se fosse un insieme di oscillatori armonici, introducendo il concetto di operatori di creazione e distruzione di particelle. Negli anni seguenti, grazie ai lavori di Wolfgang Pauli, Eugene Wigner, Pascual Jordan, Werner Heisenberg e ad un'elegante formulazione della teoria dell'elettrodinamica quantistica da parte di Enrico Fermi, in un lavoro divenuto un classico, ci si convinse della possibilità, in linea di principio, di calcolare qualsiasi processo coinvolgente fotoni e particelle cariche.
Ma i lavori successivi, del 1936 e '37, di Victor Weisskopf, Felix Bloch e Arnold Nordsieck, evidenziarono come tali calcoli risultassero affidabili solo limitandosi alle approssimazioni al primo ordine della teoria delle perturbazioni; problema peraltro già accennato da Robert Oppenheimer. Agli ordini successivi (dello sviluppo in serie), infatti, comparivano quantità infinite che rendevano i calcoli senza senso, instillando il dubbio sulla fondatezza delle basi stesse della teoria. Poiché non si trovava una soluzione a questo problema, sembrava esistere una incompatibilità di fondo tra relatività ristretta e meccanica quantistica e non si intravedeva alcuna via per sanarla.

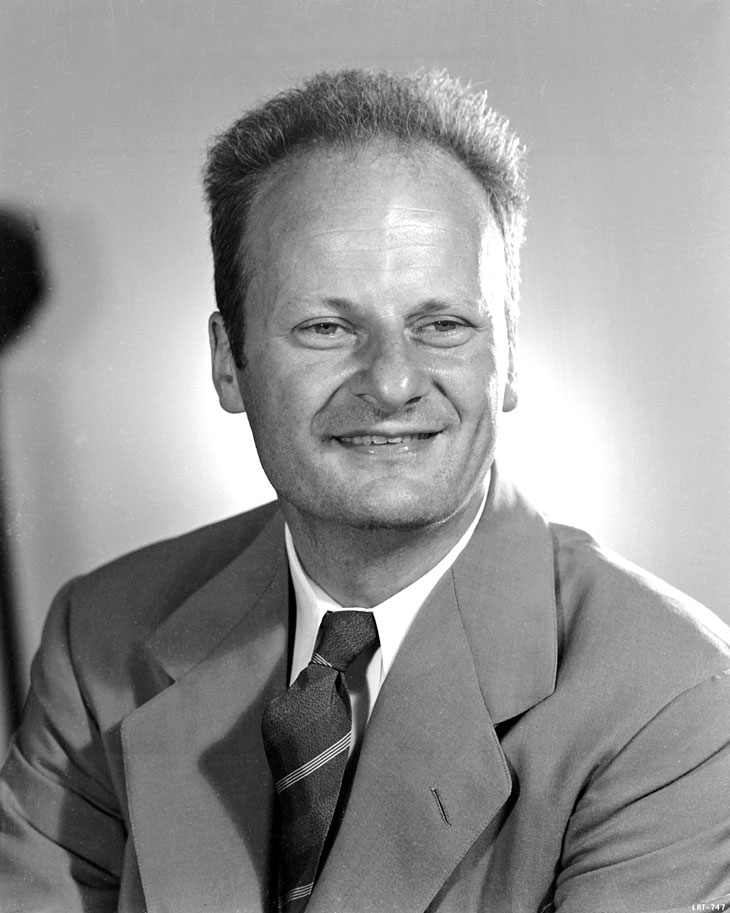
Hans Bethe

Le difficoltà si acuirono sul finire degli anni quaranta. Il perfezionamento delle tecniche di indagine con microonde rese possibile misure così precise da evidenziare (nel 1947) un sensibile spostamento, noto come spostamento di Lamb, fra i livelli energetici dell'atomo di Idrogeno calcolati e quelli misurati. In un secondo tempo, nel 1948, anche la misura del momento magnetico dell'elettrone evidenzierà discrepanze con i dati previsti dalla teoria.
La prima indicazione di una possibile via di uscita fu elaborata quasi immediatamente da Hans Bethe, di ritorno dalla conferenza di Shelter Island del 1947, nella quale l'anomalia dovuta alla misura di Lamb e Retherford era stata uno degli argomenti principali. Il calcolo che riuscì a completare direttamente in treno, in approssimazione non-relativistica, si accordava con i risultati sperimentali in maniera eccellente. L'artificio per ottenere un valore finito dal calcolo fu attribuire gli infiniti a errate correzioni di grandezze come la massa o la carica elettrica, che in realtà hanno valore finito. In tal modo gli infiniti finiscono riassorbiti in esse e il risultato finale del calcolo è finito e in accordo con gli esperimenti. Tale procedura fu chiamata rinormalizzazione.

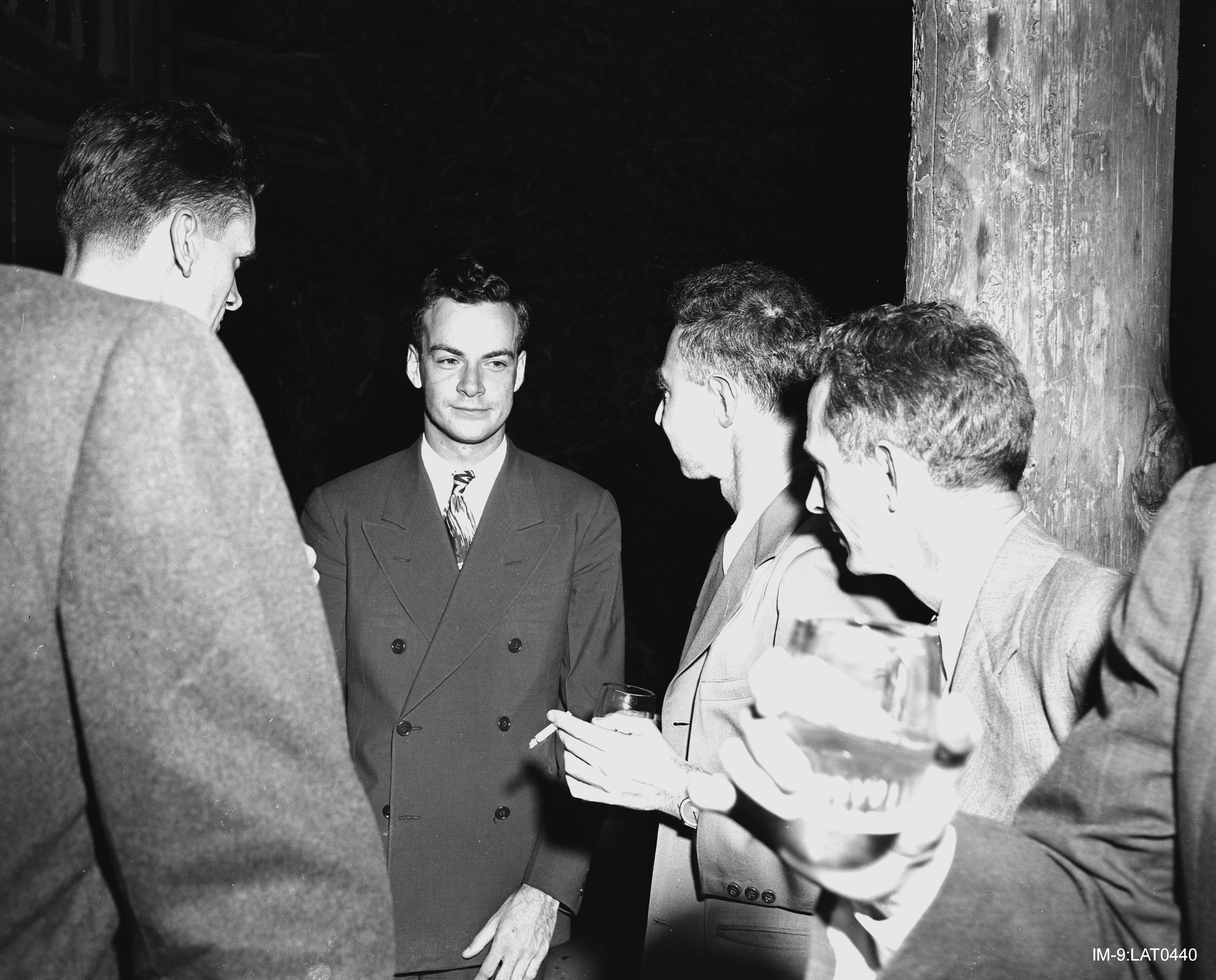
Feynman (centro) e Oppenheimer (destra) a Los Alamos.

Sulla base di questa intuizione e grazie ai lavori fondamentali di Sin-Itiro Tomonaga, Julian Schwinger, Richard Feynman e Freeman Dyson, fu possibile ottenere formulazioni completamente covarianti e finite a ogni ordine dello sviluppo in serie dell'elettrodinamica quantistica. I primi tre ricevettero il premio Nobel per la fisica nel 1965 per il loro contributo, che riguardava formulazioni covarianti e gauge-invarianti che permettevano il calcolo delle quantità osservabili. La tecnica matematica di Feynman, basata sui suoi diagrammi, sembrava fondamentalmente diversa dall'approccio di Schwinger e Tomonaga basata sugli operatori e tipico della teoria dei campi. L'equivalenza tra questi approcci fu dimostrata da Dyson. La procedura di rinormalizzazione, necessaria per attribuire un senso fisico ad alcune divergenze presenti negli integrali della teoria, divenne successivamente uno degli aspetti essenziali delle teorie quantistiche dei campi e un loro criterio di accettabilità. Sebbene la rinormalizzazione funzioni molto bene nella pratica, Feynman non fu mai convinto pienamente della sua validità dal punto di vista matematico, tanto da definire a questa procedura un "gioco delle tre carte" e "hocus pocus".
La QED è servita come modello per tutte le successive teorie di campo quantistiche. Una di queste è la cromodinamica quantistica, il cui sviluppo cominciò all'inizio degli anni '60 e fu completato nei '70 grazie al lavoro di David Politzer, Sidney Coleman, David Gross e Frank Wilczek. Basandosi sul lavoro pionieristico di Schwinger, Gerald Guralnik, Dick Hagen, e Tom Kibble, Peter Higgs, Jeffrey Goldstone, e altri, Sheldon Lee Glashow, Steven Weinberg e Abdus Salam mostrarono indipendentemente che l'interazione debole e l'elettrodinamica potesse unirsi nell'unica interazione elettrodebole.

## Matematica della QED

### Formulazione lagrangiana
La lagrangiana prevista dalla QED per l'interazione di elettroni e positroni attraverso lo scambio di fotoni è
{\displaystyle {\mathcal {L}}={\bar {\psi }}(i\hbar c\gamma _{\mu }D^{\mu }-mc^{2})\psi -{\frac {1}{4\mu _{0}}}F_{\mu \nu }F^{\mu \nu }}
dove {\displaystyle \ \psi } e la sua aggiunta di Dirac {\displaystyle {\bar {\psi }}} sono i campi che rappresentano le particelle cariche, che per elettroni e positroni sono rappresentati dagli spinori di Dirac.
{\displaystyle D_{\mu }=\partial _{\mu }-i{\frac {e}{\hbar }}A_{\mu }}
è la derivata covariante di gauge, con e la costante di accoppiamento (uguale alla carica elementare), Aμ il potenziale vettore covariante (quadripotenziale) del campo elettromagnetico ed infine
{\displaystyle F_{\mu \nu }=[D_{\mu },D_{\nu }]=\partial _{\mu }A_{\nu }-\partial _{\nu }A_{\mu }}
che definisce il tensore del campo elettromagnetico.
La parte di lagrangiana che contiene il tensore Fμν del campo elettromagnetico descrive l'evoluzione del campo libero, ovvero senza alcun potenziale aggiuntivo, mentre l'equazione di Dirac con la derivata covariante di gauge descrive tanto l'evoluzione dei campi dell'elettrone e del positrone liberi, quanto la loro interazione con il campo elettromagnetico stesso.
Alla lagrangiana data è prassi aggiungere una prescrizione che determini la scelta della gauge senza introdurre tale scelta a priori sui potenziali. Tale termine prende la forma
{\displaystyle \delta {\mathcal {L}}=-{\frac {\xi }{2}}(\partial _{\mu }A^{\mu })^{2}}
dove {\displaystyle \xi } è un parametro il cui valore determina il tipo di gauge prescelto. La gauge di Landau, con il limite {\displaystyle \xi \rightarrow 0}, è equivalente classicamente alla gauge di Lorenz, e quando il limite è preso dopo aver quantizzato la teoria migliora il rigore di certe dimostrazioni di equivalenza e di esistenza. La maggior parte dei calcoli in teoria quantistica dei campi sono resi più semplici nella gauge di Feynman-'t Hooft per la quale è {\displaystyle \xi =1}. Altre scelte di gauge sono possibili come quella di Yennie con {\displaystyle \xi =3}.

### Quantizzazione settore bosonico
La formulazione più nota dell'elettrodinamica quantistica è quella che fa ricorso alla soluzione delle equazioni del moto come insieme di oscillatori armonici. Si considerano le equazioni del moto per i campi liberi e si risolvono classicamente attraverso una serie di Fourier nella forma
{\displaystyle A_{\mu }(x)=\sum _{\mathbf {k\lambda } }{\sqrt {\frac {\hbar }{2\omega _{\mathbf {k} }\varepsilon _{0}}}}\left(\varepsilon _{\mu \lambda }\alpha _{\mathbf {k} \lambda }e^{ik\cdot x}+\varepsilon _{\mu \lambda }^{*}\alpha _{\mathbf {k} \lambda }^{*}e^{-ik\cdot x}\right).}
essendo {\displaystyle \lambda =1,2} per i vettori di polarizzazione. Imponendovi la gauge di Lorenz, ma altre scelte sono possibili, e le equazioni del moto {\displaystyle \Box A_{\mu }=0}, si ottengono le condizioni {\displaystyle k\cdot \varepsilon _{\lambda }=0} e {\displaystyle k^{2}=0}. Quindi si promuovono i coefficienti {\displaystyle \alpha _{\mathbf {k} \lambda }} e {\displaystyle \alpha _{\mathbf {k} \lambda }^{*}} ad operatori {\displaystyle a_{\mathbf {k} \lambda }} e {\displaystyle a_{\mathbf {k} \lambda }^{\dagger }} e si sostituisce tale potenziale in forma operatoriale nella corrispondente hamiltoniana
{\displaystyle H={\frac {1}{2}}\int d^{3}x\left[\varepsilon _{0}|{\dot {\mathbf {A} }}|^{2}+{\frac {1}{\mu _{0}}}|\nabla \times \mathbf {A} |^{2}\right]}
che produce il seguente risultato
{\displaystyle H=\sum _{\mathbf {k} \lambda }{\frac {\hbar \omega _{\mathbf {k} }}{2}}(a_{\mathbf {k} \lambda }a_{\mathbf {k} \lambda }^{\dagger }+a_{\mathbf {k} \lambda }^{\dagger }a_{\mathbf {k} \lambda })\omega _{\mathbf {k} }}
essendo per il campo elettromagnetico {\displaystyle \omega _{\mathbf {k} }=c|\mathbf {k} |}. Perché l'energia sia definita positiva, dobbiamo richiedere che
{\displaystyle [a_{\mathbf {k} \lambda },a_{\mathbf {k'} \lambda '}^{\dagger }]=\delta _{\mathbf {kk'} }\delta _{\lambda \lambda '}}
essendo [,] il commutatore definito come {\displaystyle [A,B]=AB-BA}, e dunque riconosciamo gli ordinari operatori di creazione e distruzione con il campo elettromagnetico descritto da un insieme di oscillatori armonici quantistici descriventi ognuno particelle con caratteristiche di bosoni che, per questo caso, prendono il nome di fotoni. L'hamiltoniana prende allora la forma
{\displaystyle H=\sum _{\mathbf {k} \lambda }\hbar \omega _{\mathbf {k} }\left(a_{\mathbf {k} \lambda }^{\dagger }a_{\mathbf {k} \lambda }+{\frac {1}{2}}\right)}
in cui vediamo la comparsa di una costante infinita poiché il vettore d'onda non è limitato. Questa costante può essere eliminata osservando che siamo partiti dal limite classico per postulare la corrispondente hamiltoniana quantistica ma, dati i problemi di ordinamento degli operatori, questa scelta non può essere univoca. La costante infinita si elimina perciò con il cosiddetto prodotto normale, indicato con {\displaystyle :\ldots :} che forza tutti gli operatori di creazione a sinistra. Va altresì detto che, per un volume finito, tale contributo di punto zero produce effetti fisici reali come osservato nell'effetto Casimir.
È interessante notare come, nel caso specifico della scelta della gauge di Lorenz, tale quantizzazione presenta il problema degli stati a norma negativa che implicano una violazione della unitarietà. Questo problema, che è dovuto alla simmetria di gauge di cui gode il campo elettromagnetico, può essere superato con il metodo di Gupta-Bleuler che garantisce che i calcoli effettuati forniscano un risultato fisico.
In effetti, una scelta di gauge di uso comune è quella della gauge di Coulomb in cui si impone la condizione
{\displaystyle \nabla \cdot \mathbf {A} =0.}
Questa scelta di gauge è manifestamente non covariante ed è la controindicazione per questa scelta specifica. Nonostante ciò, i calcoli si possono effettuare senza che per questo si abbiano inconsistenze.

### Quantizzazione settore fermionico
La quantizzazione del settore fermionico procede in modo analogo, considerando le soluzioni dell'equazione di Dirac in assenza di interazione ed eseguendo uno sviluppo in serie di Fourier. Avremo
{\displaystyle \psi (x)=\sum _{\mathbf {p} s}\left[b_{\mathbf {p} s}u_{\mathbf {p} s}e^{-ip\cdot x/\hbar }+d_{\mathbf {p} s}^{\dagger }v_{\mathbf {p} s}e^{ip\cdot x/\hbar }\right]}
con le condizioni
{\displaystyle (c\gamma ^{\mu }p_{\mu }+mc^{2})u_{s}(\mathbf {p} )=0}
e
{\displaystyle (-c\gamma ^{\mu }p_{\mu }+mc^{2})v_{s}(\mathbf {p} )=0.}
A questo va considerato l'aggiunto di Dirac dato da {\displaystyle {\bar {\psi }}=\psi ^{\dagger }\gamma ^{0}} essendo {\displaystyle \gamma ^{0}} una delle matrici di Dirac. Notiamo che in questo caso abbiamo operatori di creazione e distruzione per due tipi di particelle: in realtà una è l'antiparticella dell'altra. L'Hamiltoniana in questo caso dà il risultato
{\displaystyle H=\sum _{\mathbf {p} s}[b_{\mathbf {p} s}^{\dagger }b_{\mathbf {p} s}-d_{\mathbf {p} s}d_{\mathbf {p} s}^{\dagger }]\omega (\mathbf {p} )}
essendo {\displaystyle \omega (\mathbf {p} )={\sqrt {|\mathbf {p} |^{2}c^{2}+m^{2}c^{4}}}}, e l'energia sarà definita positiva se e solo se
{\displaystyle \{b_{\mathbf {p} s},b_{\mathbf {p'} s'}^{\dagger }\}=\delta _{\mathbf {pp'} }\delta _{ss'}}
e
{\displaystyle \{d_{\mathbf {p} s},d_{\mathbf {p'} s'}^{\dagger }\}=\delta _{\mathbf {pp'} }\delta _{ss'}}
dove ora {,} è il cosiddetto anticommutatore ossia {\displaystyle \{A,B\}=AB+BA}. I fermioni obbediscono perciò a regole di anticommutazione. Dunque gli operatori b annichilano una particella e i d un'antiparticella e i corrispondenti coniugati creano rispettivamente una particella ed un'antiparticella. Queste avranno carica elettrica opposta.

### Rappresentazione di interazione
Per eseguire i calcoli in presenza di interazione, si assume l'esistenza di un operatore di evoluzione U tale che, per un dato stato iniziale, si produca il corrispondente stato finale. L'ampiezza di transizione si calcola
{\displaystyle M_{fi}=\langle f|U|i\rangle .}
Un appropriato insieme di stati asintotici, finali e iniziali, è garantito dalle soluzioni delle corrispondenti teorie libere date sopra. Per determinare l'operatore di evoluzione, consideriamo di risolvere l'equazione di Schrödinger per l'elettrodinamica quantistica ricorrendo alla cosiddetta rappresentazione di interazione. In questo caso, gli stati vengono fatti evolvere nel tempo attraverso l'Hamiltoniana di interazione che nel nostro caso ha la forma
{\displaystyle V=e\int d^{3}x{\bar {\psi }}(x)\gamma ^{\mu }\psi (x)A_{\mu }(x)}
e l'operatore di evoluzione prende la forma
{\displaystyle U=T\exp \left[-{\frac {i}{\hbar }}\int _{t_{0}}^{t}dt'V(t')\right]}
essendo T l'operatore di ordinamento temporale. Questa espressione ha significato solo come sviluppo in serie ed abbiamo perciò uno sviluppo perturbativo per determinare le osservabili di interesse in elettrodinamica quantistica. Da notare che la determinazione delle ampiezze di probabilità come descritte qui è equivalente all'uso della matrice S. La serie perturbativa così ottenuta prende il nome di serie di Dyson. Il parametro di sviluppo è la cosiddetta costante di struttura fine data da {\displaystyle e^{2}/\hbar c} che, alle energie di interesse, è un parametro piccolo dando formalmente senso alla serie che così si ottiene. In realtà tale sviluppo è al più asintotico ma la serie non converge.

### Diagrammi di Feynman
I termini della serie perturbativa possono essere descritti in modo grafico in maniera semplice utilizzando delle regole fissate a priori dette diagrammi di Feynman. Tali regole si ottengono attraverso il teorema di Wick. In elettrodinamica quantistica sono le seguenti
tenendo altresì conto che, per ogni diagramma chiuso (loop), occorre introdurre un'integrazione sui momenti {\textstyle \int d^{4}p/(2\pi )^{4}}. 
Un tipico esempio di processo in elettrodinamica quantistica è il cosiddetto effetto Compton, ossia un urto elastico tra elettrone e fotone. In figura c'è il diagramma di Feynman corrispondente.
Quindi è possibile ottenere la corrispondente ampiezza al primo ordine in teoria delle perturbazioni:
{\displaystyle M_{fi}=(ie)^{2}{\overline {u}}({\vec {p}}',s')\epsilon \!\!\!/\,'({\vec {k}}',\lambda ')^{*}{\frac {p\!\!\!/+k\!\!\!/+m_{e}}{(p+k)^{2}-m_{e}^{2}}}\epsilon \!\!\!/({\vec {k}},\lambda )u({\vec {p}},s)+(ie)^{2}{\overline {u}}({\vec {p}}',s')\epsilon \!\!\!/({\vec {k}},\lambda ){\frac {p\!\!\!/-k\!\!\!/'+m_{e}}{(p-k')^{2}-m_{e}^{2}}}\epsilon \!\!\!/\,'({\vec {k}}',\lambda ')^{*}u({\vec {p}},s),}
da cui è possibile infine ottenere la sezione d'urto del processo.

## Il problema della rinormalizzabilità
Quando si va ad ordini superiori nello sviluppo in serie dell'operatore di evoluzione, ci si accorge che i diagrammi di Feynman contengono almeno uno dei seguenti tre diagrammi:

Polarizzazione del vuoto funzione {\displaystyle \Pi }
Auto-energia funzione {\displaystyle \Sigma }
Funzione vertice {\displaystyle \Gamma .}

Sulla base delle succitate regole di Feynman, tali diagrammi implicano un'integrazione sui momenti e questo fa comparire integrali divergenti, ossia non ben definiti matematicamente. Occorre allora introdurre una prescrizione per il trattamento di questi termini. Ciò si attua attraverso la cosiddetta procedura di rinormalizzazione. Tale procedura implica che, termini come quelli indicati portano correzioni alle costanti della teoria, quali massa e carica elettrica, che in realtà sono fissate sperimentalmente. Come tali, gli infiniti possono essere riassorbiti in tali costanti e, fatto questo, si ritrova alla fine del calcolo un valore finito per le grandezze di interesse. L'accordo che così si ha con i dati sperimentali, come ad esempio il fattore giromagnetico dell'elettrone, è eccezionalmente buono. Infatti, la rinormalizzabilità di una teoria è diventato un criterio per stabilire se una teoria dei campi quantizzati sia o meno valida. Tutte le teorie che descrivono le interazioni fondamentali sono rinormalizzabili. Incidentalmente, il fatto che ci sia un numero finito di diagrammi divergenti, tre nel caso dell'elettrodinamica quantistica, è un criterio per stabilire se una teoria sia rinormalizzabile o meno. Questo perché, quando il numero di tali diagrammi è finito, le costanti necessarie per la rinormalizzazione sono anch'esse in numero finito e questo non inficia il potere predittivo della teoria stessa.

### Testi tecnici
- Claude Cohen-Tannoudji, Jacques Dupont-Roc, Gilbert Grynberg, Photons and Atoms: Introduction to Quantum Electrodynamics (John Wiley & Sons 1997) ISBN 0-471-18433-0
- Feynman, R.P., Quantum Electrodynamics (Perseus Publishing, 1998), ISBN 0-201-36075-6
- Jauch, J. M., F. Rohrlich, F., The Theory of Photons and Electrons (Springer-Verlag, 1980)

### Testi divulgativi
- Feynman, R.P., QED: La strana teoria della luce e della materia, Adelphi, ISBN 88-459-0719-8

### Testi di storia
- Silvan Schweber, QED and the Men Who Made it: Dyson, Feynman, Schwinger, Tomonaga, (Princeton University Press, 1994), ISBN 0-691-03327-7
- Julian Schwinger, Selected Papers on Quantum Electrodynamics, (Dover, 1958), ISBN 978-0-486-60444-2